# Djupvik, Dalarö

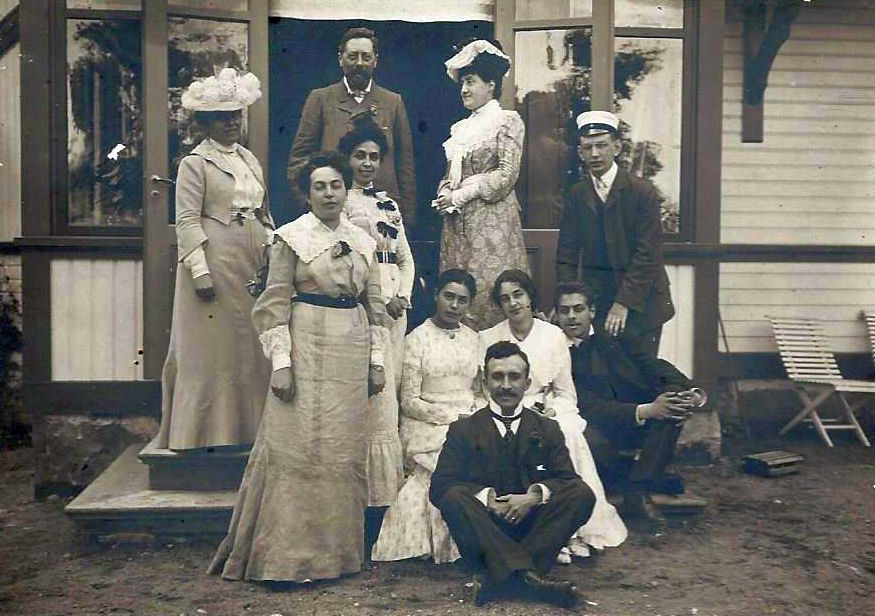
Bonniers m fl på Djupvik 1902/1903: Jenny Bonnier, Karl Otto Bonnier, Lisa Hirsch, Yngve Larsson, Anna Thiel, Lisen Bonnier, Elin Bonnier, Signe Thiel Henschen, Tor Bonnier.

Djupvik är ett sommarnöje på Smådalarö, Dalarö utanför Stockholm, som varit i familjen Bonniers ägo under hela 1900-talet.